# PSMS Medan
El Persatuan Sepakbola Medan dan Sekitarnya, conocido como PSMS Medan o simplemente PSMS, es un equipo de fútbol de Indonesia que milita en la Liga 2 de Indonesia, la segunda división de fútbol en el país.

## Historia
Fue fundado en el año 1950 en la ciudad de Medan a raíz de la fusión de los equipos Medan en Omstreken Voetbal Bond (VBMO) y Oost Sumatra Voettbal Bond (OSVB), equipos fundados por la población holandesa de Indonesia, en Sumatra y es uno de los equipos más exitosos del país, siendo campeón de Liga en 5 ocasiones y 3 títulos de Copa.
A nivel internacional ha participado en 3 torneos continentales, donde su mejor participación ha sido en la Copa de Clubes de Asia del año 1970, donde llegaron a las Semifinales.

## Palmarés
- Indonesian League: 5

1967, 1971, 1975 (junto al Persija Jakarta), 1983, 1985
- - Finalista: 4

1954, 1957, 1992, 2007
- Gold Cup: 3

2005 (2.ª edición), 2005 (3.ª edición), 2006
- President's Cup: 0
  - Finalista: 1

1974

## Participación en competiciones de la AFC
- Copa de Clubes de Asia: 1 aparición

1970 - Semifinales
- Champions League: 1 aparición

2009 - Ronda Clasificatoria
- Copa de la AFC: 1 aparición

2009 - Octavos de final
| Temporada | Torneo                 | Ronda            |                         | Club              | Casa | Visita    |
| --------- | ---------------------- | ---------------- | ----------------------- | ----------------- | ---- | --------- |
| 1970      | Copa de Clubes de Asia | Fase de grupos   | Bandera de la India     | West Bengal       | –    | 0–1       |
|           |                        | Fase de grupos   | Bandera de Tailandia    | Royal Thai Police | –    | 0–4       |
|           |                        | Fase de grupos   | Bandera de Israel       | Hapoel Tel Aviv   | –    | 3–1       |
|           |                        | Semifinal        | Bandera de Irán         | Taj Club          | –    | 2–0       |
|           |                        | Tercer lugar     | Bandera de Líbano       | Homenetmen        | –    | 1–0       |
| 2009      | Liga de Campeones      | Play-off         | Bandera de Singapur     | SAFFC             | –    | 2–1 (aet) |
| 2009      | Copa de la AFC         | Fase de grupos   | Bandera de Hong Kong    | South China       | 2–2  | 3–0       |
|           |                        | Fase de grupos   | Bandera de Malasia      | Johor             | 3–1  | 0–1       |
|           |                        | Fase de grupos   | Bandera de las Maldivas | VB Sports         | 1–0  | 1–2       |
|           |                        | Octavos de final | Bandera de Tailandia    | Chonburi          | –    | 4–0       |

## Entrenadores Desde 1987
| Nombre                       | Periodo   |
| ---------------------------- | --------- |
| Jairo Matos                  | 1997      |
| Suimin Diharja               | 1998–2002 |
| Parlin Siagian               | 2002      |
| Abdul Rahman Gurning         | 2002–2003 |
| Nobon Kayamuddin             | 2003      |
| Sutan Harhara                | 2003–2005 |
| M. Khaidir                   | 2005–2006 |
| Rudi Saari                   | 2006      |
| Freddy Muli                  | 2006–2008 |
| Iwan Setiawan                | 2008      |
| Eric Williams                | 2008      |
| Luciano Leandro              | 2008–2009 |
| Liestiadi                    | 2009      |
| Rudy William Keltjes         | 2009–2010 |
| Zulkarnain Pasaribu          | 2010      |
| Rudy William Keltjes         | 2010–2011 |
| Suharto AD                   | 2011      |
| Raja Isa (ISL)               | 2011–2012 |
| M. Khaidir (IPL)             | 2011      |
| Fabio López (IPL)            | 2011–     |
| Suharto AD (ISC B)           | 2015      |
| Abdul Rahman Gurning (ISC B) | 2016      |
| Mahruzar Nasution            | 2017      |
| Djadjang Nurdjaman           | 2017–2018 |
| Peter Butler                 | 2018      |
| Abdul Rahman Gurning         | 2019      |
| Jafri Sastra                 | 2019–     |

## Gerencia
| Puesto                          | Nombre                |
| ------------------------------- | --------------------- |
| Comisionado                     | Arif Bargot Siregar   |
| Jefe Ejecutivo                  | Freddy Hutabarat      |
| Secretario                      | Heru Prawono          |
| Gerente de Operaciones          | Jhonny Sembiring      |
| Gerente Financiero              | Nuzuliati Madjied     |
| Gerente del Equipo              | Dolly Sinumba Siregar |
| Asistente de Gerente del Equipo | Alexander Gho         |
| Vocero                          | Sukri Amal Harahap    |

## Cuerpo técnico
| Puesto                  | Nombre          |
| ----------------------- | --------------- |
| Entrenador              | Jafri Sastra    |
| Asistente de Entrenador | Budi Kurnia     |
| Entrenador de Porteros  | Muhammad Sabani |
| Médico                  | Indra Feriadi   |

## Jugadores

### Jugadores destacados
| - Francois Mpessa - Luis Eduardo Hicks - Patricio Jiménez Díaz - Agus Cima - Rommy Dias Putra - Supardi - Satrio Syam - Andrie Yoga - Gustavo Chena - Andrés Formento - Zada - Mbom Mbom Julien - Deden Hermawan - Oktovianus Maniani - Mahyadi Panggabean - Tommy Pranata | - Legimin Raharjo - James Koko Lomell - Patricio Acevedo - Esteban Guillén - Oh In-Kyun - Luis Alejandro Peña - Mario Costas - Bako Sadissou - Cristian Carrasco - Boy Jati Asmara - Putut Waringin Jati - Saktiawan Sinaga - Andika Yudistira - Henry Makinwa - Greg Nwokolo - Choi Dong-Soo |